# Salvation Tour
Bei der Salvation Tour handelt es sich um die zweite eigenständige Tournee der deutschen Singer-Songwriterin Madeline Juno.

## Hintergrund
Juno spielte im vorangegangenen Jahr mit der The Unknown Tour ihre erste eigenständige Konzertreihe, kurz darauf war sie Teil der Night of the Proms. Bei der Salvation Tour handelte es sich um die zweite eigenständige Konzertreihe Junos als Hauptact. Die Tour erstreckte sich über einen Zeitraum von zweieinhalb Wochen und führte Juno mit ihrer Band durch zwölf deutsche Städte sowie einmal in die Schweiz. Nach einem Konzert im Zürcher Club escherwyss am 17. April 2014 spielte Juno zum zweiten Mal ein Konzert in der Schweiz. Das vorletzte Konzert am 5. November 2016 im Böblinger Albert-Einstein-Gymnasium fand im Rahmen der Benefizveranstaltung „Together as One – Charity goes Concert“ zu Gunsten krebskranker Kinder und Jugendlicher statt. Die Veranstaltung erfolgte in Kooperation mit der Kinderonkologie des Olga Hospitals Stuttgart. Während der Tour konnte man exklusiv Junos Waldbrand EP als CD erwerben. Zuvor war das Album nur zum Download erhältlich. Nach der Tour war die CD handsigniert in limitierter Auflage über Junos Merchandise-Shop zu erwerben.

## Vorgruppen
Mit Ausnahme des Konzertes in der Offenburger Reithalle, spielte bei allen Konzerten der Berliner Singer-Songwriter Benoby im Vorprogramm. In Offenburg spielte die dort ansässige Singer-Songwriterin Valentina Mér im Vorprogramm. Bei Mér handelt es sich um die Cousine von Juno.

## Band-Mitglieder
- Joschka Bender: Gitarre
- Sebastian Henzl: Keyboard
- Madeline Juno: Gesang, Gitarre
- Benjamin Scheufler: Schlagzeug[7]

## Tourdaten
| Datum            | Stadt                   | Veranstaltungsort         | Land        |
| ---------------- | ----------------------- | ------------------------- | ----------- |
| 21. Oktober 2016 | Dortmund                | Freizeitzentrum West      | Deutschland |
| 22. Oktober 2016 | Mannheim                | Alte Seilerei             | Deutschland |
| 23. Oktober 2016 | München-Haidhausen      | Ampere                    | Deutschland |
| 25. Oktober 2016 | Frankfurt am Main       | Zoom                      | Deutschland |
| 26. Oktober 2016 | Köln                    | Luxor                     | Deutschland |
| 28. Oktober 2016 | Offenburg               | Reithalle                 | Deutschland |
| 29. Oktober 2016 | Hamburg-St. Pauli       | Gruenspan                 | Deutschland |
| 30. Oktober 2016 | Berlin                  | Privatclub                | Deutschland |
| 1. November 2016 | Leipzig                 | Täubchenthal              | Deutschland |
| 2. November 2016 | Dresden-Äußere Neustadt | Scheune                   | Deutschland |
| 4. November 2016 | Kaiserslautern          | Kammgarn                  | Deutschland |
| 5. November 2016 | Böblingen               | Albert-Einstein-Gymnasium | Deutschland |
| 6. November 2016 | Zürich                  | Exil                      | Schweiz     |

## Setlist
Die Setlist während der Salvation Tour bestand aus 22 Liedern inklusive einer Zugabe. Sie bestand überwiegend aus Liedern der beiden Präsentationsalben Salvation und Waldbrand. Aus dem Debütalbum The Unknown waren nur noch die Stücke Error, Like Lovers Do und The Unknown Teil des Programms. Die drei Stücke und Herzchen sind die einzigen Lieder, die Juno bereits auf ihrer ersten eigenständigen The Unknown Tour spielte. Die Konzerte begannen zunächst mit einem reinen englischsprachigen Teil, in dem überwiegend Lieder aus dem zweiten Studioalbum Salvation gespielt wurden. Lediglich Like Lovers Do und The Unknown stammten nicht aus Salvation. Gegen Ende wurde das Konzert deutschlastig und beinhaltete Lieder aus der Waldbrand EP, mit Error war nur ein englischsprachiges Lied Teil der Zugabe. Die Salvation-Albumtitel Broken, Küss’ die kalten Jungs, On My Toes und Safe Kind of Sadness wurden nicht während der Konzertreihe gespielt. Allerdings waren alle vier Titel Teil der „Deluxe Version“ und nicht der regulären Ausgabe des Albums. Aus der Waldbrand EP wurden alle Titel gespielt. Während der Konzerte präsentierte Juno die Stücke The Unknown, You Know What?, Same Sky und Herzchen in akustischer Form. Das Lied Like Lovers Do spielte Juno alleine ohne Band und Please Don’t Have Somebody Else wurde in einer Pianoversion dargeboten. In München spielte Juno zum Abschluss des Konzertes ein Duett mit Benoby, zusammen spielten sie eine Coverversion von Ed Sheerans The A Team in akustischer Form.
Die folgende Liste ist eine Übersicht des Hauptsets, die Juno während der Tour spielte:
1. Into the Night
2. Hindsight
3. Less Than a Heartbreak
4. Yellow Car
5. Stupid Girl
6. The Unknown
7. Like Lovers Do
8. No Words
9. Restless
10. Cliché
11. Please Don’t Have Somebody Else
12. Quicksand
13. You Know What?
14. Salvation
15. Youth
16. Ich wache auf
17. Waldbrand
18. In Farbe
19. Verlernt

Zugabe
1. Herzchen
2. Error
3. Stadt im Hinterland[9]